# 嶋田純次
嶋田 純次（しまだ じゅんじ、1993年3月8日 - ）は、日本中央競馬会 (JRA) の騎手。埼玉県久喜市出身。美浦トレーニングセンター・手塚貴久厩舎所属。

## 来歴
サッカー少年だった中学生のころにテレビで競馬中継をみて騎手を志す。2008年、競馬学校に騎手課程第27期生として入学。在学時にはフジテレビ系列の情報バラエティ番組『潜入!リアルスコープ』の密着取材を受けた。2011年2月に競馬学校を卒業、とくに騎乗技術が優秀だった者に与えられるアイルランド大使特別賞を受賞した。2011年3月1日付けで騎手免許を取得（平地競走・障害競走）。
2011年3月5日の中山競馬第1競走でワイズアンドクールに騎乗し優勝、松山弘平以来となるJRA史上45人目の初騎乗初勝利を飾った。同年9月4日には、新潟2歳ステークスにフィロパトロールで重賞初騎乗（9着）。1年目は新人最多の18勝を挙げ、民放競馬記者クラブ賞を受賞した。
2013年2月、カタールのアルライヤン競馬場で行われた第2回カタール見習騎手招待競走に出場（3位タイ）。
2021年の皐月賞でアサマノイタズラに騎乗し、GI競走初騎乗も16着。

2024年10月6日、新潟6Rをシュラフで勝ち、現役93人目となるJRA通算100勝を3108戦目で達成した。

## 騎乗成績
- JRA公式[1]およびnetkeiba[8]より

|            | 日付          | 競馬場・開催  | 競走名            | 馬名               | 頭数 | 人気 | 着順 |
| ---------- | ------------- | ------------- | ----------------- | ------------------ | ---- | ---- | ---- |
| 初騎乗     | 2011年3月5日  | 2回中山3日1R  | 3歳未勝利         | ワイズアンドクール | 16頭 | 5    | 1着  |
| 初勝利     | 2011年3月5日  | 2回中山3日1R  | 3歳未勝利         | ワイズアンドクール | 16頭 | 5    | 1着  |
| 重賞初騎乗 | 2011年9月4日  | 4回新潟8日11R | 新潟2歳ステークス | フィロパトール     | 18頭 | 12   | 9着  |
| GI初出走   | 2021年4月18日 | 3回中山8日11R | 皐月賞            | アサマノイタズラ   | 16頭 | 12   | 16着 |

| 年度   | 1着 | 2着 | 3着 | 騎乗数 | 勝率 | 連対率 | 複勝率 |
| ------ | --- | --- | --- | ------ | ---- | ------ | ------ |
| 2011年 | 18  | 28  | 21  | 440    | .041 | .105   | .152   |
| 2012年 | 18  | 12  | 25  | 408    | .044 | .074   | .135   |
| 2013年 | 21  | 23  | 29  | 463    | .045 | .095   | .153   |
| 2014年 | 1   | 2   | 2   | 112    | .009 | .027   | .045   |
| 2015年 | 8   | 10  | 11  | 186    | .043 | .097   | .156   |
| 2016年 | 2   | 1   | 3   | 126    | .016 | .024   | .048   |
| 2017年 | 1   | 2   | 2   | 128    | .008 | .023   | .039   |
| 2018年 | 5   | 3   | 6   | 169    | .030 | .047   | .083   |
| 2019年 | 3   | 8   | 14  | 180    | .017 | .061   | .139   |
| 2020年 | 5   | 9   | 16  | 179    | .028 | .078   | .168   |
| 2021年 | 7   | 11  | 7   | 217    | .032 | .083   | .115   |
| 2022年 | 4   | 9   | 5   | 191    | .021 | .068   | .094   |
| 2023年 | 4   | 5   | 10  | 187    | .021 | .048   | .102   |
| 中央   | 97  | 123 | 151 | 2986   | .032 | .074   | .124   |
| 地方   | 0   | 0   | 0   | 6      | .000 | .000   | .000   |

### 騎乗成績
- 民放競馬記者クラブ賞 (2011年)

## 人物
同期には横山和生や杉原誠人らがいる。目標とする騎手は松岡正海。嶋田功、嶋田潤兄弟（いずれも元調教師、元騎手）、嶋田高宏（調教助手、元騎手。嶋田潤の長男）との血縁関係はない。
2011年12月より同期の高嶋活士（引退。後に障碍者馬術選手に転向）とともにTwitterを開始した。
『潜入!リアルスコープ』出演時に女優の夏帆の大ファンであることが注目され、以降”夏帆ちゃん好き”キャラが定着している。またかつて開設していたTwitterの自己紹介欄では夏帆のほかにももいろクローバーZのファンであることも公言している。